# NGC 7424
NGC 7424は、つる座の方角に約3750万光年離れた位置にある棒渦巻銀河である。約10万光年という大きさから、銀河系に近い。はっきりした渦状腕を持つことから「グランドデザイン」銀河とも呼ばれる。NGC 7424の中で、2つの超新星と2つの超大光度X線源が発見されている。

## 特徴
NGC 7424は、通常の渦巻銀河(SA)と強い棒銀河(SB)の中間の形態である。他の特徴には、中央に環様構造があり、また腕と比較すると核の光度が比較的低い点がある。赤色の棒状構造は古い世代の恒星、青色の渦状腕は電離した水素と大質量の若い恒星の集団の存在を示す。IC 1459銀河群の構成銀河に数えられるが、他の銀河からの重力束縛を受けない散在銀河ではないかと考えられている。

## 超新星
SN 2001igは、珍しいIIb型超新星で、2001年12月10日に、オーストラリアのアマチュア天文学者であるロバート・エヴァンズがNGC 7424の外縁部に発見した。IIb型超新星は、最初に典型的なII型超新星と同様に水素のスペクトル線が表れるが、短時間で消失し、Ib型超新星やIc型超新星のように、酸素、カルシウム、マグネシウムの線に置き換わるものである。

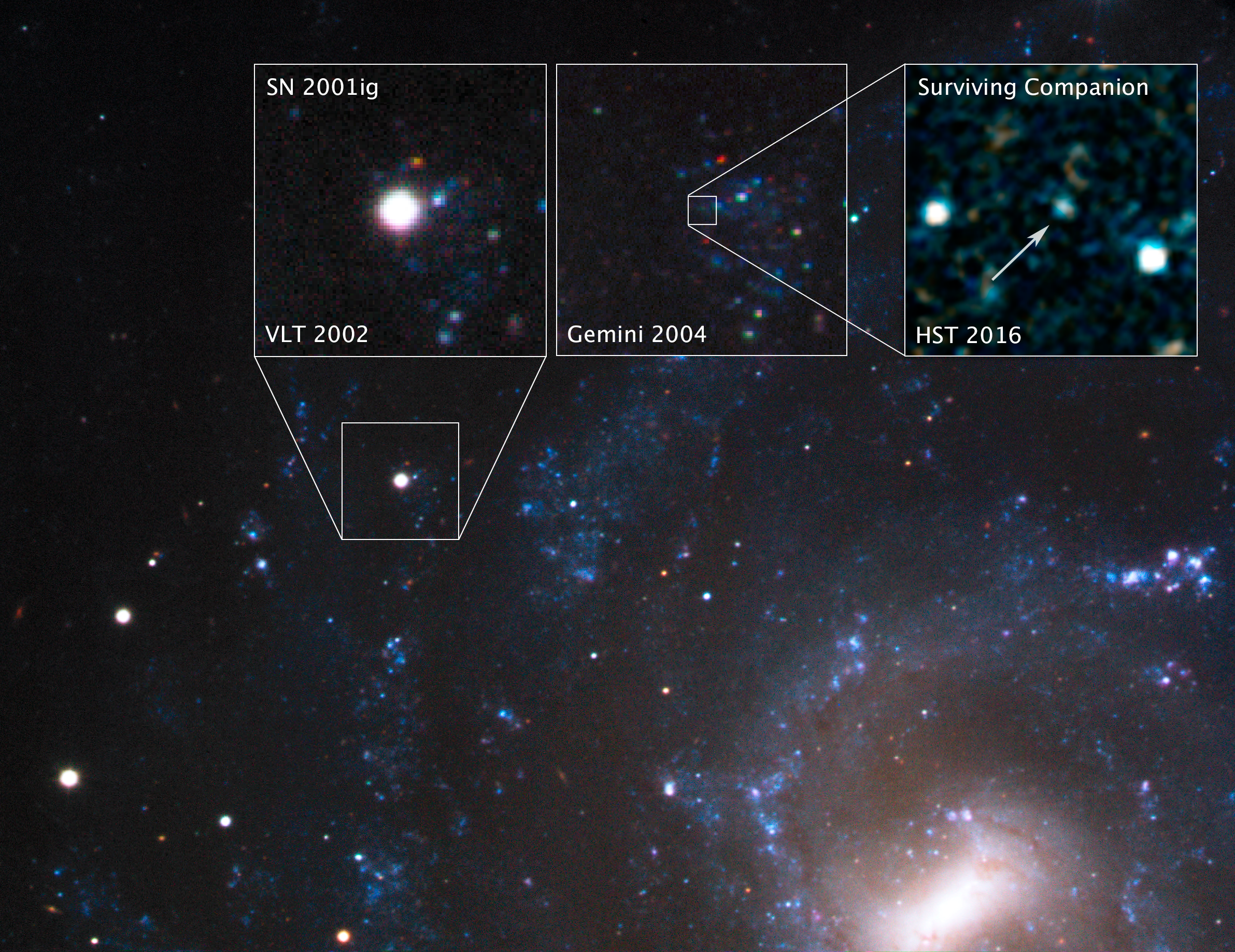
Hubble Space Telescope image of surviving companion to supernova SN 2001ig

2006年、アングロ・オーストラリアン天文台の物理学者スチュアート・ライダーらは、ジェミニ天文台を用いて、SN 2001igの伴星である可能性がある天体を発見した。これは大質量のA型主系列星またはF型主系列星で、超新星の元の恒星であるウォルフ・ライエ星の周囲を軌道離心率の大きい軌道で公転しており、この伴星が主星の水素に富んだ外層を周期的に剥ぎ取ることで、観測されるスペクトル線の変化の原因となっていると考えられている。プリンストン大学のフェローであるアリシア・ソダーバーグらも主星はウォルフ・ライエ星であると考えているが、周期的な質量の喪失は、これらの恒星が生み出す強い恒星風の結果であるとの説を出している。
2018年3月の論文で、ライダーらは、残った伴星をハッブル宇宙望遠鏡により、紫外線で観測したと公表した。これは、IIb型超新星の伴星が画像化された初めての事例であった。
2017年3月7日、ニュージーランドのスチュアート・パーカーはII型超新星で13等級の超新星SN 2017bzbを発見した。

## 超大光度X線源
2002年5月から6月、ハーバード・スミソニアン天体物理学センターのロバート・ソリアらは、チャンドラを用いて、2つの超大光度X線源を発見した。超大光度X線源は、恐らく等方的に大量のX線（1032ワットまたは1039エルグ/秒以上）を放出する天体であり、この量は、超新星を含む現在理解されているいかなる恒星過程よりも大きいが、活動銀河核から放出されるX線の量よりは小さい。そのため、Intermediate-luminosity X-ray Objects (IXOs)と呼ばれる。この線源は、ULX1と名付けられ、明るい星団やHII領域から離れた渦状腕の間の比較的天体の少ない領域で発見され、20日間で75%のX線の増光が見られた。ULX2は、例外的に明るいHII領域の中で発見され、同じ期間で、数桁の等級の増加が見られた。